# Olhão (stacja kolejowa)
Olhão (port: Estação Ferroviária de Olhão) – stacja kolejowa w Olhão da Restauração, w regionie Algarve, w dystrykcie  Faro, w Portugalii. Znajduje się na Linha do Algarve. Została otwarta w 1904. Jest obsługiwana przez Comboios de Portugal. Stacja posiada kasy biletowe, toaletę, poczekalnię i bar.